# Joop Daalmeijer
Johannes Jacobus Ignatius (Joop) Daalmeijer (Schiedam, 24 april 1946) is een Nederlands bestuurder, journalist, omroepdirecteur en programmamaker.

## Leven en werk
Daalmeijer werd in 1946 in Schiedam geboren in een katholiek gezin. Hij begon zijn carrière in 1967 en in 1972 kwam hij bij de VARA. In 1985 stapte hij over naar de Veronica Omroep Organisatie en daar werd hij in 1990 directeur. Vervolgens werkte Daalmeijer onder andere bij FilmNet, RTL Nederland en Canal+. In 1998 werd hij netcoördinator voor Nederland 1 bij de Publieke Omroep en in 2000 was hij netcoördinator voor Nederland 2. Begin 2005 stapte hij over naar Radio Nederland Wereldomroep, waar hij hoofdredacteur werd en programmaleider van het televisiekanaal BVN. Van 2008 tot 2010 was hij directeur van de Nederlandse Programma Stichting en werd daarna benoemd tot waarnemend algemeen directeur van de NTR en ging op 1 september 2011 met pensioen. Hij werd bij de NTR opgevolgd door Paul Römer. Daarnaast is hij bestuurslid van de Commissie Cultureel Verdrag Vlaanderen-Nederland en lid van de raad van toezicht van Free Press Unlimited. Van 2006 tot 2008 was Daalmeijer werkzaam als voorzitter van de Nederlandse Vereniging van Journalisten. Hij werd in november 2011 voorzitter van de Raad voor Cultuur.
Hij is lid van de Raad van Toezicht van Radio Dabanga en voorzitter van de Raad van Toezicht van de Hogeschool voor de Kunsten Utrecht.
Daalmeijer was getrouwd met de televisiepresentatrice Maartje van Weegen.

## Onderscheidingen
Daalmeijer werd op 15 juli 2011 op de Belgische ambassade in Den Haag geridderd tot Officier in de Leopoldsorde, de oudste en hoogste ridderorde van het Koninkrijk België. Hij kreeg de koninklijke onderscheiding voor zijn bijdrage aan de verbetering van de samenwerking tussen Nederland en België op het gebied van cultuur en media. Tevens werd hij op 3 september 2011 benoemd tot Officier in de Nederlandse Orde van Oranje-Nassau voor zijn bijdrage gedurende veertig jaar voor de Nederlandse publieke omroep.